# Bahamadia
Bahamadia, de son vrai nom Antonia Reed, née en 1966 à Philadelphie, en Pennsylvanie, est une artiste de hip-hop américaine. Elle commence en tant que disc jockey, avant de devenir MC. Bahamadia est une parolière renommée pour son flot soyeux et plutôt monotone. Sa réputation a été alimentée par un grand nombre de collaborations avec des artistes tels que Talib Kweli, The Roots, Jedi Mind Tricks, Planet Asia, ainsi que sa proximité avec le collectif Army of the Pharaohs.

## Biographie
Antonia Reed est née le 22 avril 1966 à Philadelphie, en Pennsylvanie. Bahamadia se lance localement dans le DJing entre le début et le milieu des années 1980, puis se met progressivement au rap. Bien que présente sur la scène hip-hop de Philadelphie, elle ne publiera aucun single avant sa rencontre avec le producteur et animateur radio DJ Ran, qui l'aidera à la publication de son premier single indépendant Funk Vibe, en 1993. Funk Vibe attire l'intérêt du rappeur Guru, membre du groupe Gang Starr, qui la prendra sous son aile, et l'aidera à conclure un contrat avec le label Chrysalis Records.  Ses premiers singles, Total Wreck publié en 1994, et Uknowhowwedu publié en 1995, sont bien accueillis par la scène underground pour leur sonorité jazz. Elle participe également au second volet du projet Jazzmatazz de Guru.
Antonia publie son premier album studio, intitulé Kollage, le 19 mars 1996, qui fait participer Guru et DJ Premier de Gang Starr, ainsi que The Roots. L'album est largement apprécié par la critique, et atteint la 126e place du classement américain Billboard 200. Malgré ce succès, Bahamadia se retrouve confrontée à la fermeture de son label Chrysalis un an plus tard, et choisit d'attendre la fin de son contrat avant de continuer sa carrière solo. Entretemps, elle participe à quelques singles aux côtés de groupes et artistes comme the Roots (Push up Ya Lighter), Sweetback, et l'auteur de drum and bass Roni Size, Towa Tei, Brand New Heavies, The Herbaliser, Morcheeba (Good Girl Down), Rah Digga, Slum Village, et Reflection Eternal (Chaos). Elle anime aussi une émission de radio entre 1997 et 1999. En 2000, elle signe avec le label indépendant Goodvibe, et publie le 25 juillet un EP de sept chansons intitulé BB Queen, qui atteint les classements musicaux.
En 2011, elle annonce un nouvel album intitulé Here.

## Discographie

### Albums studio
- 1996 : Kollage
- 2000 : BB Queen
- 2005 : Good Rap Music

### Featurings
- 1996 : Push Up Ya Lighter (sur l'album Illadelph Halflife des Roots)
- 1997 : Say Word (avec Boogiemonsters)
- 1999 : When I Shine (sur l'album Very Mercenary d'Herbaliser)
- 2000 : Good Girl Down (sur l'album Fragments of Freedom de Morcheeba)
- 2001 : EXPO EXPO (avec  M-Flo)
- 2003 : Love of My Life Worldwide (sur l'album Worldwide Underground d'Erykah Badu)